# Grotte de Sainte-Colombe
Die Grotte de Sainte-Colombe (dt. Grotte der Heiligen Kolumba) ist ein Abri nordwestlich von Undervelier im Kanton Jura in der Schweiz.
Sie liegt am linken Ufer der Sorne in der zweiten Sorne-Schlucht zwischen der Ortschaft Les Forges und Undervelier neben der Hauptstrasse 248.4, die das Delsberger Becken mit Bellelay verbindet. Die Höhle ist etwa 26,0 Meter breit, geht 30,0 Meter tief in den Berg und ist am Eingang 7,0 Meter hoch.
Im Inneren entspringt eine kleine Karstquelle. Das Wasser fliesst als Rinnsal von einem Stalagmiten in ein flaches Becken. Unter dem Eingangsbogen der Grotte, die der heiligen Kolumba von Sens, einer Märtyrerin des 3. Jahrhunderts, geweiht ist, steht ein Kruzifix. Seit dem 13. Jahrhundert ist der Ort belegtes Ziel einer am 15. August stattfindenden Wallfahrt. Dem Quellwasser wird eine wundersame Heilkraft nachgesagt.
Archäologische Ausgrabungen, die im 19. Jahrhundert von Sentier Auguste Quiquerez (1801–1882) und 1942 von Frédéric-Edouard Koby (1890–1969) durchgeführt wurden, konnten trotz erheblicher Störung der Schichten prähistorische Spuren nachweisen. Auf eine steinzeitliche Anwesenheit von Menschen verweisen Knochen und bearbeitete Feuersteinobjekte. Durch Tierknochenfunde sind Biber, Elch und Steinbock belegt. Bekannt ist die Fundstelle auch für Keramikfunde aus der mittleren und späten Bronzezeit (um 1500 bis 1000 v. Chr.). Zudem wurden Eisenobjekte und gallorömische sowie mittelalterliche Keramik gefunden.
In der Nähe liegt die Grotte du Bichon.